# Teenagent
Teenagent – komputerowa gra przygodowa, stworzona przez studio Metropolis Software i wydana w lutym 1995 roku. Głównymi twórcami gry byli Adrian Chmielarz i Grzegorz Miechowski. 
W 1996 odbyła się premiera nowej wersji pt. Nowy Teenagent (dialogi mówione, wydanie na CD). Była to pierwsza polska gra na PC wydana na CD (pierwsze wydanie ukazało się na 3 dyskietkach). Sterowanie, podobnie jak w innych grach przygodowych, odbywa się przy pomocy myszy (istnieje także opcjonalna możliwość kontroli poprzez klawiaturę). Grę wydano również – jako jedyną produkcję Metropolis – na komputery Amiga. Za konwersję odpowiadała firma Union Systems, której udało się poprawić na przykład algorytmy gry, dzięki czemu bohater nie blokował się na przeszkodach przy wyszukiwaniu ścieżki.
Grę wydano na Zachodzie w angielskiej wersji językowej, choć nie w dystrybucji pudełkowej, a jako shareware. Udało się uniknąć niezręczności przy tłumaczeniu gry, więc Rambo-nóż stał się Swiss Army Knife, a beczki z napisem pieprz i nie pieprz przemianowano na Salt'n'Peppa
Produkcja zdobyła tytuł "Gry Roku 1995" przyznany przez redakcję Top Secret. W ciągu pierwszych dwóch tygodni od premiery, grę kupiło około 1000 osób, na początku 1996 roku sprzedaż osiągnęła trzy tysiące sztuk

## Fabuła
Głównym bohaterem gry jest Marek Hopper, tytułowy nastoletni agent, który całkowicie przypadkowo dostaje zadanie rozwiązania zagadki tajemniczego zniknięcia złota z głównych europejskich banków. Akcja gry rozgrywa się w trzech lokacjach – w obozie szkoleniowym RGB, wiosce oraz posiadłości Jana Ciągwy, głównego czarnego charakteru w grze. Gra stawiała na pierwszym miejscu komfort gracza – bohater nie mógł w niej zginąć, a interfejs był jak przystępny na tyle, na ile się dało.

## Postacie
- Marek Hopper (ang. Mark Hopper) – tytułowy agent, nie pozbawiony humoru nastolatek, który przypadkiem zostaje zatrudniony do rozwikłania zagadki zniknięcia złota. Nie ukrywa zainteresowania do płci przeciwnej, mimo że jest w stosunku do niej nieśmiały. Modelem użytym do animowania postaci w technice rotoskopowej był Marek, brat Adriana, co zresztą stanowiło nawiązanie do nazwiska bohatera - luźno tłumaczony Marek Chmielarz to Mark Hopper (hop = ang. chmiel)
- Naczelnik RGB (ang. Head of RGB) – to on za pomocą wróżki wyszukuje głównego bohatera, wprowadza go w problem oraz przydziela do obozu szkoleniowego. Jak sam przyznaje, nie wierzy, że uda się Hopperowi rozwiązać zagadkę znikającego złota.
- Kapitan (ang. Captain) – kapitan służb RGB, przeprowadza głównego bohatera przez testy uprawniające do bycia agentem.
- Anna (ang. Anne) – sympatia bohatera.
- Jan Ciągwa (ang. John Note) – główny czarny charakter gry, stoi za kradzieżą złota. Żyje w swojej nowoczesnej posiadłości pośrodku wioski, do której przybywa bohater.

## Promocja gry
Hasłem Teenagent zostało Twórcy „Tajemnicy Statuetki” milczeli przez ponad rok. Przekonaj się dlaczego. W materiałach promocyjnych studio deklarowało, że w grze zastosowano samplowane efekty dźwiękowe, animację rotoskopową oraz dynamiczne cieniowanie i skalowanie. Secret Service zamieścił demonstracyjną wersję gry na dyskietce dołączanej do czasopisma dla prenumeratorów.

## Nowy Teenagent
W tej wersji, wydanej pod koniec 1995, pojawiły się m.in. mówione dialogi, które zostały podłożone przez redaktorów polskich czasopism Top Secret i Secret Service (Gulash jako Marek Hopper, Martinez, Wicik i Alex). Nowy Teenagent był pierwszą rodzimą grą wydaną na płycie kompaktowej.